# Cobalt Air
Cobalt Air was een Cypriotische luchtvaartmaatschappij gevestigd op Luchthaven Larnaca in Larnaca.

## Vloot
De vloot bestond midden oktober 2018 uit de volgende vliegtuigen:
| Vliegtuig       | Totaal | Orders | Passagiers |
| --------------- | ------ | ------ | ---------- |
| Airbus A319-100 | 2      | 0      | 144        |
| Airbus A320-200 | 4      | 0      | 156        |
| Totaal          | 6      | 0      |            |